# Parque nacional Arequita
El Parque nacional Arequita es un área natural protegida ubicada en el departamento de Lavalleja, en el sureste de Uruguay. Su ingreso al Sistema Nacional de Áreas Protegidas (SNAP) fue oficializado el 13 de noviembre de 2024 bajo el decreto presidencial Nº 306/024, con la categoría de parque nacional. Este sitio destaca por su la presencia del Cerro Arequita y las formaciones geológicas asociadas, además de su importante biodiversidad.

## Descripción
El parque nacional abarca unas 560 hectáreas que incluyen principalmente al Cerro Arequita y su aledaño Cerro del Cuervo. Cuenta una importante diversidad de ecosistemas, entre los que se encuentran un monte de ombúes, pastizales, bosques serranos y cursos de agua asociados al río Santa Lucía. 
El cerro es una formación de origen volcánico compuesta de basalto, se erige prominentemente en el paisaje de la zona, con una altura de 230 msnm y una antigüedad estimada de alrededor de 120 millones de años.
Las grutas del Arequita, ubicadas en el cerro, son formaciones subterráneas de gran atractivo turístico y de gran singularidad geológica.

## Protección y manejo
La inclusión del Cerro Arequita en el SNAP se enmarca en una estrategia para conservar ecosistemas clave en la cuenca del río Santa Lucía, fundamental para el suministro de agua potable en Uruguay. El Ministerio de Ambiente, en conjunto con actores locales, desarrollan planes de manejo que promueven actividades como el ecoturismo y la educación ambiental.